# Poncke Princen

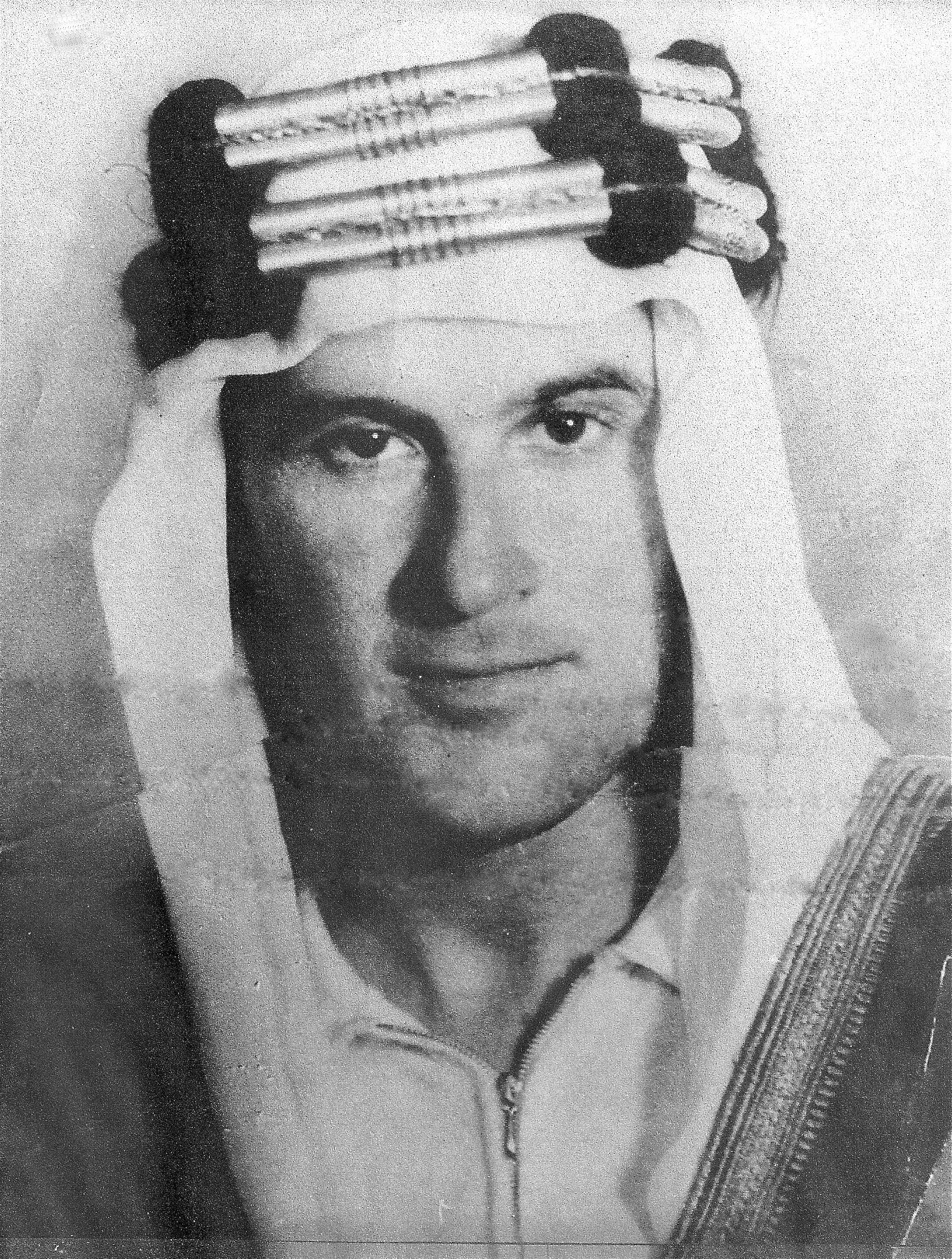
Poncke Princen in de jaren vijftig

Johan Cornelis (roepnaam: Jan, bijnaam: Poncke) Princen (Den Haag, 21 november 1925 – Jakarta, 21 februari 2002) was een Indonesische mensenrechtenactivist van Nederlandse afkomst. Als dienstplichtige deserteerde hij in 1948 in Nederlands-Indië om bij de Tentara Nasional Indonesia (TNI, Indonesische republikeinse troepen) dienst te nemen.

## Levensloop
Princen groeide op in een vrijdenkend socialistisch gezin met nog drie kinderen. Via de ouders van zijn moeder Theresia Princen-Van der Lee kreeg hij interesse in de Rooms-Katholieke Kerk. Hij wilde priester-missionaris worden en ging in 1939 - ondanks de weerstand van zijn ouders - naar het kleinseminarie te Weert. Zijn jongere broer Kees Princen volgde hem in zijn bekering tot het katholicisme en zijn priesterroeping en ging ook aan het seminarie studeren. Princen maakte de priesteropleiding niet af. In 1943 werd hij door de Duitse bezettingsmacht gearresteerd in de buurt van Maastricht bij een poging via Spanje naar het Verenigd Koninkrijk te vluchten om dienst te nemen bij de geallieerde troepen. Princen werd veroordeeld wegens het bevoordelen van de vijand (Feindbegünstigung). Hij werd begin 1944 overgebracht naar kamp Vught en op D-Day naar de Kriegswehrmachtgefängnis in Utrecht. Omdat hij onder de indruk was van de streekroman Leven en daden van Pastoor Poncke van Damme in Vlaanderen van Jan Eekhout, reciteerde hij hieruit hele stukken voor zijn medegevangenen. Zo kreeg hij van hen zijn bijnaam die hij de rest van zijn leven zou houden. Na Utrecht kwam hij in kamp Amersfoort terecht en vandaar in Beckum.
Tot de bevrijding bleef hij in gevangenschap. Toen hij vrijkwam, nam hij onmiddellijk dienst bij de Stoottroepen Brabant en vervolgens werkte hij voor het Bureau Nationale Veiligheid (de latere BVD). In maart 1946 werd hij opgeroepen als dienstplichtige voor uitzending naar Nederlands-Indië (Eerste politionele actie). Princen vluchtte naar Frankrijk maar toen hij hoorde dat zijn moeder ernstig ziek was keerde hij terug. Hij werd gearresteerd door de marechaussee om via het Depot Nazending Indië in Schoonhoven alsnog te worden uitgezonden.  Op 28 december 1946 werd Princen onder politiebegeleiding aan boord gebracht van het schip de MS Sloterdijk waar hij kennismaakte met de communist Piet van Staveren en andere gewetensbezwaarden die politionele acties afkeurden. Ondertussen was zijn broer Kees - uit het grootseminarie getreden - reeds vanaf 1945 als lid van het Korps Mariniers in Nederlands-Indië actief bij Politionele Acties. Zijn broer Kees omschreef de levenswending van het seminarie en de Tweede Wereldoorlog en Politionele acties van hemzelf en zijn broer in Indië als volgt: Wat was er van ons overgebleven? We ontmoetten elkaar als twee zuipende, schietende, hoerenlopende soldaten.
Eenmaal in Nederlands-Indië werd Princen wegens zijn poging in 1946 de dienstplicht te ontduiken op 22 oktober 1947 op grond van desertie tot 12 maanden gevangenisstraf veroordeeld waarvan vier maanden onvoorwaardelijk. Die zat hij uit in kamp Tjisaroea (Cisarua). Daarna deed hij weer dienst. De door hem waargenomen minachting van de Nederlandse troepen voor de lokale bevolking begon hem al snel tegen te staan. Enkele bloedige incidenten sterkten hem in zijn overtuiging. Op 25 september 1948 ging hij op verlof naar Soekaboemi en vervolgens deserteerde hij. Princen trok de demarcatielijn over en kwam via Semarang in Jogjakarta terecht, destijds de hoofdstad van de eenzijdig uitgeroepen republiek. Hier werd hij door de republikeinen gevangengezet. Tijdens Operatie Kraai werd Princen vrijgelaten. Hij sloot zich aan bij de TNI, de Indonesische gevechtstroepen. Hij keerde terug naar het front onder commandant Kemal Idris. Begin augustus 1949 werd zijn vrouw Odah door de Nederlandse troepen onder aanvoering van J.H.C.Ulrici gedood bij een overval op zijn schuilplaats, hierbij wist Princen op het nippertje te ontkomen. Tijdens deze actie kreeg Ulrici onder andere het dagboek van Princen in handen. Wegens zijn verdiensten voor de Republiek Indonesië verleende president Soekarno Princen op 5 oktober 1949 de onderscheiding Bintang Gerilya.
Princen werd Indonesisch staatsburger en werd commandant bij de TNI. De oud-socialist en oud-priesterstudent bekeerde zich tot de islam en werd in 1956 tot parlementslid verkozen. Door zijn rebelse aard en onverholen kritische opvattingen over de gezaghebbers werd hij ten tijde van het bewind van Soekarno een aantal malen gearresteerd. Hij zat gevangen in 1957-1958 en opnieuw van 1962 tot 1966. Ook na het zogenoemde Malari incident in 1974 (anti-Japanse demonstraties) werd hij gevangengezet.
In 1966 werd Princen voorzitter van het Indonesisch instituut voor de verdediging van mensenrechten Lembaga Pembela Hak-Hak Azasi Manusia (LPHAM), en in het begin van de jaren zeventig was hij medeoprichter van de Yayasan Lembaga Bantuan Hukum Indonesia (YLBHI). In die periode deed de Nederlandse pers (radio en kranten) geregeld een beroep op hem als correspondent. Begin 1990 raakte Princen betrokken bij de oprichting van een vakbond voor Merdeka (Serikat Buruh Merdeka). Daarnaast behoorde hij tot de zogenoemde "groep van vijftig" die ijverde voor democratische hervormingen en waarvan ook een aantal conservatieve militairen deel uitmaakten die bij het bewind van Soeharto uit de gratie waren geraakt. In 1992 ontving hij de Yap Thiam Hien Human Rights Award.
Princen heeft een bijzondere rol vervuld bij de strijd voor de bevrijding van Oost-Timor. Hij steunde het streven naar zelfbeschikking in een periode dat zelfs de meest vooruitstrevenden in Indonesië zich daar niet aan durfden wagen. Hij raakte bevriend met de Timorese vrijheidsstrijder en latere president Xanana Gusmão en gaf in 1991 een aantal gevluchte Timorezen onderdak in zijn huis. De belegering wist hij succesvol uit te onderhandelen met de Indonesische generaal Hendro-priono zodat de vluchtelingen uiteindelijk vrije doortocht naar Portugal kregen. In 1994 bracht Princen voor de subcommissie voor de mensenrechten van de Verenigde Naties in Genève rapport uit over martelpraktijken in Atjeh en Oost-Timor.
In 1989 verscheen zijn autobiografie Een kwestie van kiezen. Dat deed het nodige stof opwaaien. Sommigen beschouwden hem als een moedig mens vanwege de keuze die hij tegen de koloniale oorlog maakte. Veel oud-strijders vonden het echter onvergeeflijk dat Princen de wapens tegen zijn eigen landgenoten had opgenomen. In 1993 reisde journalist en oud-hoofdredacteur Ger Vaders, die destijds aan de Nederlandse kant meevocht, met Princen langs de strijdtonelen van weleer. In 1994 werd Princen op humanitaire gronden en op voorwaarde dat hij zich onopvallend zou gedragen, door minister Van Mierlo een visum voor Nederland verstrekt nadat dit hem eerder door de Nederlandse ambassadeur in Jakarta was geweigerd. Een strafklacht tegen Princen door de Vereniging Oud Militairen Indiëgangers werd door Justitie niet in behandeling genomen.
Aan het eind van zijn leven kreeg Princen enkele beroertes en had hij last van huidkanker en encefalomyelitis. Dit deed geen afbreuk aan zijn optimisme en werklust. In februari 2002 werd een beroerte hem fataal. Princen overleed op 76-jarige leeftijd te Jakarta en is begraven op het kerkhof van Pondok Kelapa in Oost-Jakarta.

## Privé
Hij was gehuwd met Janneke Marckmann (tot 1971) en later met Sri Mulyati. Hij was de vader van vier kinderen.

## Archief
Hersri Setiawan – Indonesische dichter, linkse activist en voormalig politiek gevangene, die Princen kende en later in Nederland ging wonen – verzamelde vele Indonesische getuigenissen en documenten voor het in Amsterdam gevestigde International Institute of Social History. Naast vele andere Indonesische collecties werd het archief van Princen in 1998 daar gedeponeerd. Dit bevat:
- Correspondentie met Kees Princen 1989-1996 en met andere familieleden 1944-1973
- Dagboek 1947
- Persoonlijke documenten 1961, 1963, 1990
- Brieven en andere documenten op zijn 70e verjaardag 1995
- Biografische documenten, waaronder rapporten en aantekeningen 1987-1992
- Dossiers over zijn steun aan de oppositie in Oost-Timor 1982-1993
- Over de activiteiten van de LPHAM 1987-1990
- Over zijn vakbondsactiviteiten, inclusief correspondentie met de ILO 1990-1995
- Over politiek en politieke partijen in Indonesië 1991-1996
- Dossiers betreffende Indonesische politieke gevangenen en ex-tapols 1993
- Documenten betreffende het overlijden van Poncke Princen 2002

Ook inbegrepen zijn manuscripten en academische papers, zoals:
- 'Waarom kreeg J.C. `Poncke' Princen geen visum?, of De last van het koloniaal verleden' , door Kaj Hofman, 1994.
- "De affaire-Poncke Princen" (De Poncke Princen-affaire) door Julika Vermolen, 1993.
- "Chronologisch overzicht van het bezoek van Poncke Princen aan Nederland" gemaakt door Jan de Vletter, december 1994.
- "De verwerking van de politionele acties" door Job Spierings, Martijn Gunther Moor en Thomas Dirkmaat, 1995.
- "Poncke Princen, een gemoedelijke radicaal in Indonesië" door Kees Snoek.
- Het ongepubliceerde manuscript van een roman over Poncke Princen door Hannah Rambe.

## Publicaties
- Poncke Princen: Een kwestie van kiezen - zijn levensverhaal opgetekend door Joyce van Fenema; Den Haag: Uitgeverij BZZTTôH, 1995, ISBN 90-5501-212-2

## Films
- Wij komen als vrienden
- Gevangen op Java